# Ручьи (Тосненский район)
Ручьи — деревня в Трубникоборском сельском поселении Тосненского района Ленинградской области.

## История
В переписи 1710 года во Вдицком погосте Кривинской волости упоминается деревня Ручьи помещика Крекшина.

РУЧЬИ — деревня Ручьенского сельского общества, прихода села Кривина.

Дворов крестьянских — 48. Строений — 253, в том числе жилых — 48.

Число жителей по семейным спискам 1879 г.: 130 м. п., 135 ж. п.; по приходским сведениям 1879 г.: 124 м. п., 123 ж. п.;

Ветряная мельница. Жители занимаются пилкою дров. (1884 год)

В конце XIX — начале XX века деревня административно относилась к Апраксинской волости 1-го стана 1-го земского участка Новгородского уезда Новгородской губернии.

РУЧЬИ — деревня Ручьинского сельского общества, дворов — 75, жилых домов — 111, число жителей: 165 м. п., 169 ж. п.

Занятия жителей — земледелие, лесные промыслы, выпас телят, сбор коры. Часовня, школа, хлебозапасный магазин. (1907 год)

Согласно военно-топографической карте Петроградской и Новгородской губерний издания 1917 года деревня Ручьи состояла из 35 крестьянских дворов.
С 1917 по 1927 год деревня Ручьи входила в состав Апраксинской волости Новгородского уезда Новгородской губернии.
С 1927 года в составе Любанского района.
В 1928 году население деревни Ручьи составляло 433 человека.
С 1930 года в составе Тосненского района.
По данным 1933 года деревня Ручьи входила в состав Апраксинского сельсовета Тосненского района.

План деревни Ручьи. 1941 год

Согласно топографической карте РККА 1941 года деревня насчитывала 57 дворов. В деревне находились скотный двор и школа.
С 1 сентября 1941 года по 31 декабря 1943 года деревня находилась в оккупации.
В 1965 году население деревни Ручьи составляло 83 человека.
По данным 1966 и 1973 годов деревня Ручьи также находилась в составе Апраксинского сельсовета.
По данным 1990 года деревня Ручьи находилась в составе Трубникоборского сельсовета.
В 1997 году в деревне Ручьи Трубникоборской волости проживали 24 человека, в 2002 году — 17 человек (русские — 88 %).
В 2007 году в деревне Ручьи Трубникоборского СП — 12 человек.

## География
Деревня расположена в юго-восточной части района на автодороге 41А-004 (Павлово — Мга — Луга), к западу от центра поселения — деревни Трубников Бор.
Расстояние до административного центра поселения — 19 км.
Расстояние до ближайшей железнодорожной платформы Трубниково — 18 км.
К западу от деревни протекает река Тигода, к востоку — река Равань.

## Демография
| 2007 | 2010 | 2017 |
| ---- | ---- | ---- |
| 12   | ↗15  | ↘4   |

## Улицы
Охотничий переулок, Ручейная.